# 木果树科
木果树科又名革瓣花科，共有5属约20种，都是生长在西非热带地区。
木果树科植物有乔木、灌木和草本，单叶互生；花的花瓣革质，不整齐；果实不同的属有浆果、蒴果和核果。

## 属
- Brazzeia
- Oubanguia
- Pierrina
- Rhaptopetalum
- Scytopetalum

1981年的克朗奎斯特分类法将本科列在山茶目中，1998年根据基因亲缘关系分类的APG 分类法和2003年经过修订的APG II 分类法不承认这个科，将其中各属合并到玉蕊科，属于杜鹃花目。